# Wahldebatte

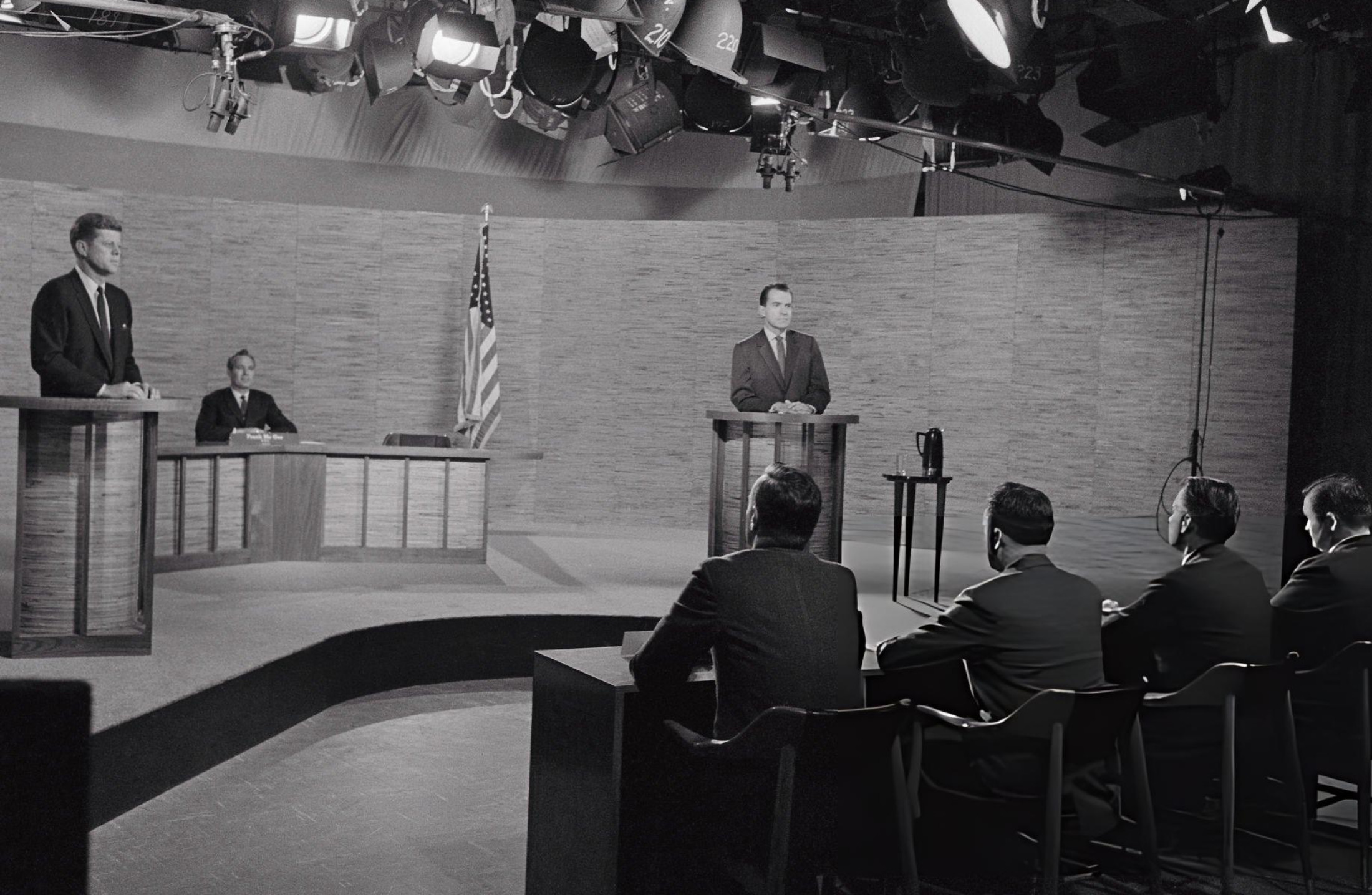
Präsidentendebatte zwischen John F. Kennedy und Richard Nixon für die Wahlen 1960 in den Vereinigten Staaten war die erste im Fernsehen übertragene Debatte überhaupt.

Die Wahldebatte oder auch Wahlkampfdebatte ist eine politische Debatte, bei der zwei oder mehr Kandidaten für eine Wahl öffentlich und gleichberechtigt gegeneinander antreten und ihre Ideen zu unterschiedlichen Themen darlegen, die für die öffentliche Meinung von Interesse sind. Wahldebatten gelten als gute Übung für Demokratie, Meinungsfreiheit und politische Transparenz. Diese Veranstaltungen helfen „unentschlossenen Wählern“, ihren Kandidaten mit stärkeren Argumenten auszuwählen, die diese Präferenz definieren.

## Wahldebatten in den Medien
Im Allgemeinen ist das Format der Wahldebatte an den Stil eines Fernsehstudios angepasst, in dem Journalisten die Experten sind, die für die Moderation und das Stellen von Fragen verantwortlich sind. Wahldebatten für nationale Wahlkämpfe finden in der Regel in gleicher Weise landesweite Medienberichterstattung statt, indem sie im Fernsehen und im Radio übertragen werden, wodurch ein größtmögliches Wählerpublikum erreicht wird. Parallel zur Übertragung kommt es auch zu intensiven Online-Debatten in sozialen Netzwerken im Internet, in denen Benutzer ihre Meinung für und gegen die Kommentare der teilnehmenden Kandidaten äußern.

## Fernsehduell
Das Fernsehduell ist eine Art Fernsehdebatte, bei der sich zwei Spitzenkandidaten gegenüberstehen. Der Begriff leitet sich vom Begriff Duell ab, bei dem es sich um eine Konfrontation zwischen zwei Parteien handelt, weshalb er sich von einer politischen Wahldebatte unterscheidet, an der mehrere Kandidaten teilnehmen können.

## Länder mit nationalen Wahldebatten

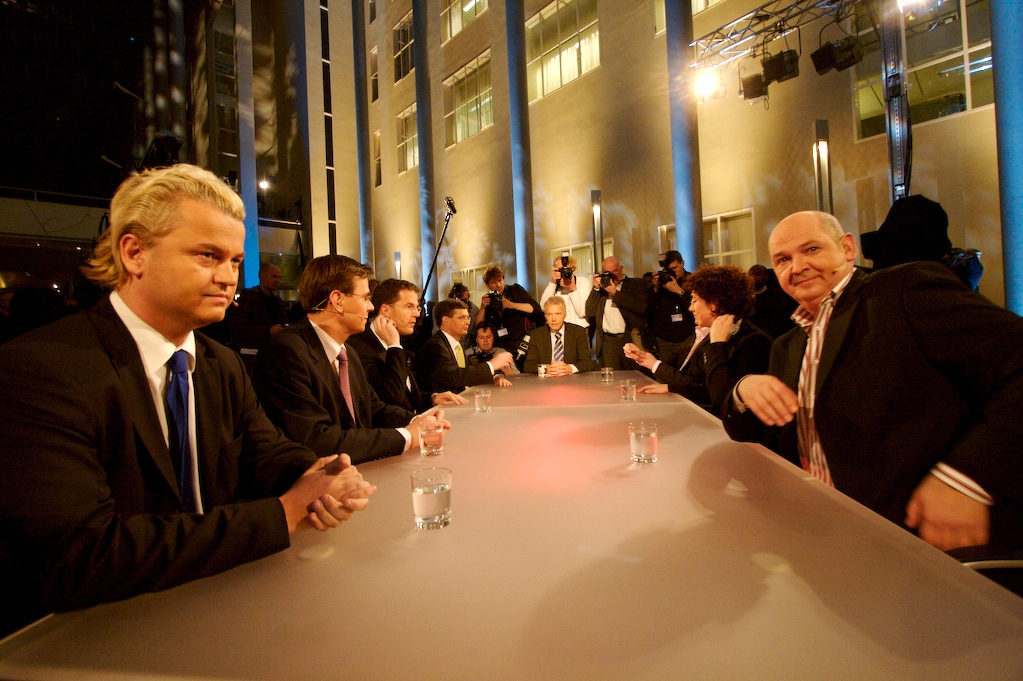
Wahldebatte in den Niederlanden im 2006

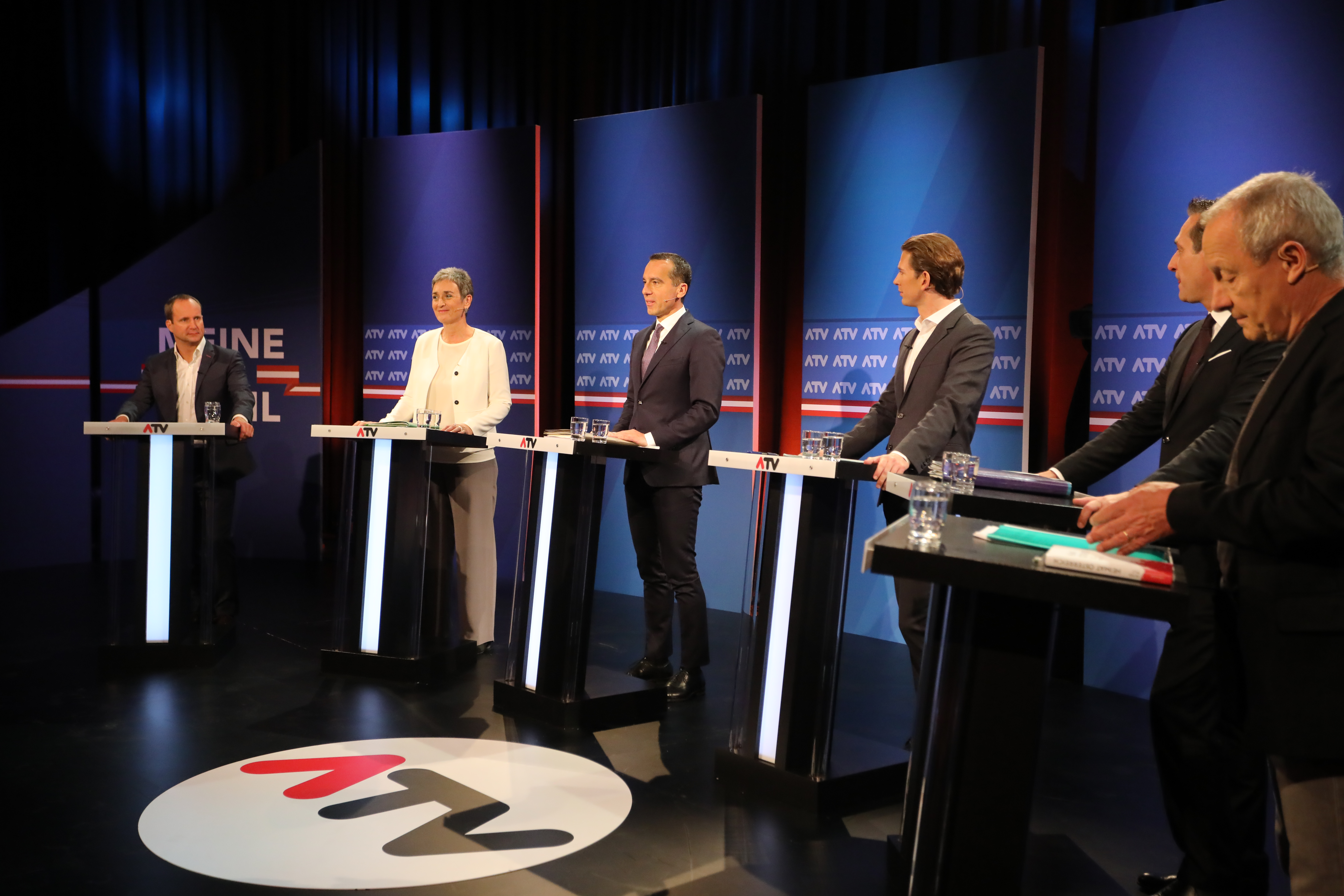
Wahlkampfdebatte um die Wahlen 2017 in Österreich

In der folgenden Liste sind die Länder aufgeführt, in denen Wahldebatten zur Wahl der Exekutive stattfinden:
- Argentinien (seit 2015)
- Australien
- Brasilien
- Chile (seit der Präsidentschaftswahl 1989)
- Costa Rica
- Deutschland
- Ecuador (seit 1978)
- Frankreich
- Georgien
- Guatemala
- Honduras
- Iran
- Irland
- Israel
- Italien
- Kanada
- Kenia
- Kolumbien (seit 1986)
- Kroatien
- Malta
- Mexiko (seit 1994)
- Neuseeland
- Niederlande
- Österreich
- Panama
- Paraguay
- Peru (seit 1990)
- Philippinen
- Polen
- Portugal
- Schweden
- Spanien (seit der Parlamentswahl 1993)
- Tunesien (seit der Präsidentschaftswahl 2019)
- Uruguay
- Vereinigtes Königreich
- Vereinigte Staaten (seit der Präsidentschaftswahl 1960)